# 欧龙
欧龙（法語：Aurons，法語發音：[oʁɔ̃] ⓘ）是法国普罗旺斯-阿尔卑斯-蓝色海岸大区罗讷河口省的一个市镇，属于普罗旺斯地区艾克斯区。

## 地理
欧龙（43°39'54"N, 5°9'28"E）面积12.82 平方千米，位于法国普罗旺斯-阿尔卑斯-蓝色海岸大区罗讷河口省，该省份为法国东南部沿海省份，北起沃克吕兹省，西接加尔省，南濒地中海，东临瓦尔省。
与欧龙接壤的市镇（或旧市镇、城区）包括：阿兰斯、拉马农、朗贝斯克、佩利萨讷、普罗旺斯地区萨隆、韦尔内格。

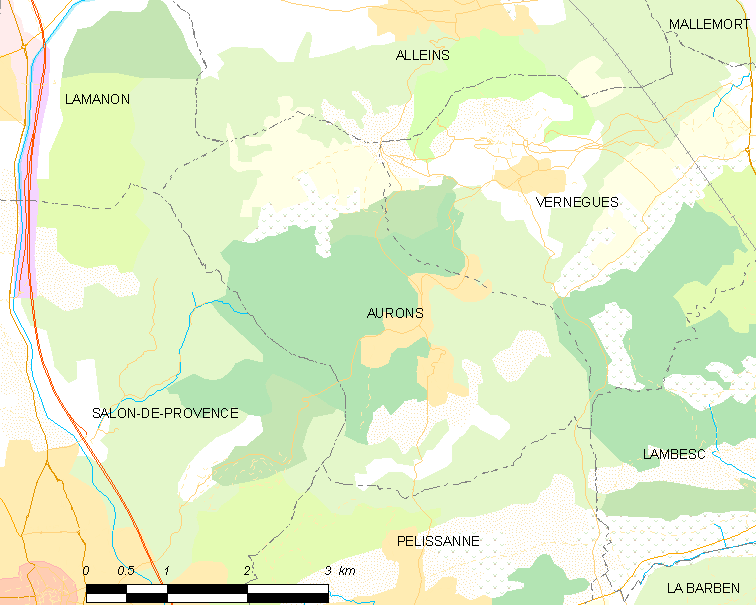
欧龙的OSM定位图

欧龙的时区为UTC+01:00、UTC+02:00（夏令时）。

## 行政
欧龙的邮政编码为13121，INSEE市镇编码为13008。

## 政治
欧龙所属的省级选区为佩利萨讷县。

## 人口

1962-2008年间欧龙人口变化图示

欧龙于2022年1月1日时的人口数量为559人。